# Colias eogene
Colias eogene is een vlindersoort uit de familie van de Pieridae (witjes), onderfamilie Coliadinae.
Colias eogene werd in 1865 beschreven door C. & R. Felder.